# 부안군립도서관
부안군립도서관은 전북특별자치도 부안군에 있는 공립 도서관이다.

## 연혁
- 1999. 6. 8 : 도서관 준공
- 2000. 7. 13 : 부안군립도서관 설치운영조례 공포
- 2000. 9. 1 : 부안군립도서관 개관
- 2003. 9. 1 : 디지털자료실 개실
- 2008. 7. 16 : 부안군립도서관 설치운영조례 일부개정
- 2009. 12. 22 : 고인돌 작은도서관 개관
- 2013. 1. 2 : 개암 작은도서관 개관
- 2013. 9. 23 : 부안군립도서관 설치운영조례 전문개정
- 2015. 9. 1 : 어린이 자료실 개실
- 2021. 1. 19 : 갈대숲 작은도서관 개관

## 시설현황
- 3층: 남자열람실 (112석)
- 2층: 여자열람실 (87석), 디지털자료실, 연속간행물실
- 1층: 일반열람실, 어린이자료실

## 이용 안내
이용 시간
- 일반열람실 : 08:00 ~ 23:00 (매주 월요일, 일요일을 제외한 공휴일 휴무)
- 자료열람실 : 09:00 ~ 18:00 (월요일, 공휴일 휴무)
- 디지털자료실, 연속간행물실 : 09:00 ~ 18:00 (일요일, 공휴일 휴무)